# 旺格京格
旺格京格（Wangjing），是印度曼尼普尔邦Thoubal县的一个城镇。总人口6970（2001年）。

## 人口
该地2001年总人口6970人，其中男性3391人，女性3579人；0—6岁人口1035人，其中男504人，女531人；识字率62.05%，其中男性为72.81%，女性为51.86%。